# Robert Grebner
Robert Grebner (* 1966 in Gerolzhofen) ist ein deutscher Informatiker und war von 2012 bis 2024 Präsident der Technischen Hochschule Würzburg-Schweinfurt.

## Leben
Grebner studierte von 1986 bis 1993 Informatik an der Friedrich-Alexander-Universität Erlangen-Nürnberg. Parallel dazu war er von 1989 bis 1993 als Geschäftsführer der Softwarehaus Grebner & Nerlich GbR tätig. Anschließend arbeitete er als Wissenschaftlicher Mitarbeiter am Lehrstuhl Wirtschaftsinformatik II der Universität Erlangen-Nürnberg. 1998 wurde er an der Universität Erlangen-Nürnberg mit der Dissertation „Aktororientiertes Work-Management – computergestützte Koordination von Gruppenarbeit“ promoviert. Danach war er Leiter Organisation und Informationsmanagement bei der Freudenberg Spezialdichtungsprodukte GmbH & Co. KG.
Seit 2002 lehrt Grebner als Professor an der Technischen Hochschule Würzburg-Schweinfurt (THWS, bis 2022 FHWS) mit den Lehrgebieten „Informationsmanagement, Datenbanken und Programmieren“. Zudem war er von 2006 bis 2008 Dekan der Fakultät Informatik und Wirtschaftsinformatik. Von 2008 bis 2012 leitete er das IT Service Center der Hochschule. Seit dem 15. März 2012 ist er Präsident der THWS, womit er die Nachfolge von Heribert Weber antrat. Am 14. März 2018 begann seine zweite Amtszeit, die auf sechs Jahre angelegt ist.
Seit 2014 ist Grebner zudem Vizepräsident der Virtuellen Hochschule Bayern (vhb).